# 절대영역

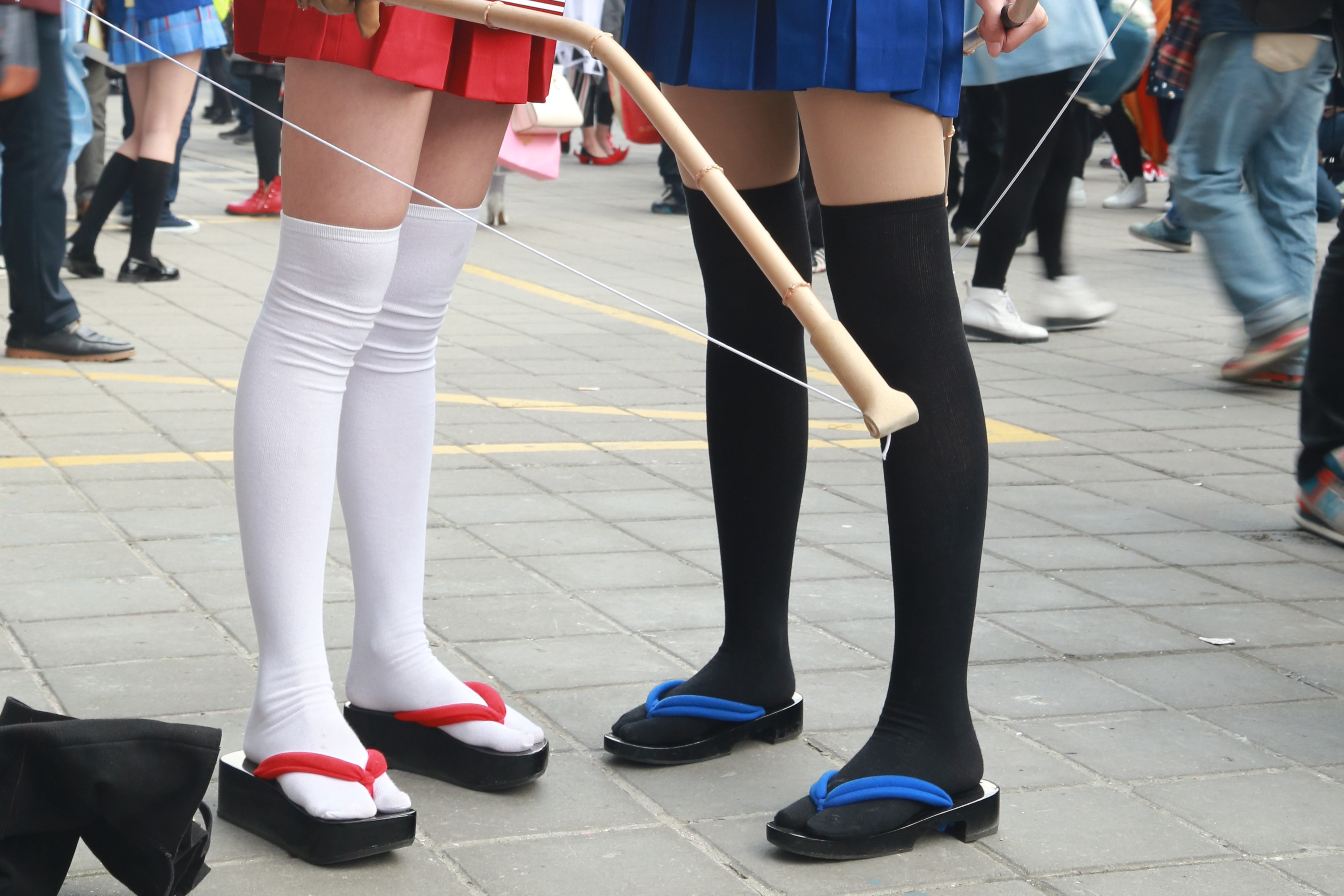
절대영역.

절대영역(絶対領域, ぜったいりょういき-absolute territory)은 미니스커트와 니 삭스를 착용한 여성의 스커트와 양말 사이의 허벅지의 맨살이 노출된 부분을 가리킨다. 일본의 만화와 애니메이션 용어 및 은어의 일종.

## 개요
미묘하게 보이는 맨살에 느껴지는 에로티시즘이나 모에를 나타내는 때 사용된다. 미니스커트의 길이, 절대 영역, 니 삭스의 무릎 윗부분의 이상 비율은 4 : 1 : 2.5로 여겨지고 절대 영역 황금비율로 불리고 있다.

## 우카가카와의 관련과 발상
2001년 3월 9일. 우카가카(당시 호칭은 '나니카(伺か)')의 고스트로서 '마유라'가 공개되었다(마유라는 그레이 체크의 미니스커트에 검은 사이 하이삭스를 착용한 디자인. 스커트와 하이 삭스 간에 약간의 틈새가 있다).
2001년 3월 21일, 맨살(허벅지 부분)의 노출하는 약간의 틈새를 고스트 '세리코'의 제작자 MIY가 '전부터 말하지만 미니스커트와 니 삭스의 사이의 공간은 무적이다. 신의 절대 영역이라고도 말할 수 있을까'라고 블로그에 기재.
2001년 3월 26일, MIY가 그림으로 절대영역을 해설했다.

## 인터넷 이외에의 영향
2005년에는 텔레비전에 용어가 다루어졌고 2006년에는 AV상업 베이스로의 용어 사용도 볼 수 있었다.

## 상표
2005년 반프레스토가 "절대 영역"을 상표 등록 출원 신청(상원2005-073265 - 16종류 및 28종류, 상원2005-074486 - 9종류)을 냈으나 특허청은 상표 등록 출원 기각 처분을 내렸다.

## 같이 보기
- 부르세라
- 판치라
- 실내화 (신발)